# 刘焕民
刘焕民（1955年10月—），河北易县人，中国人民解放军少将。

## 生平
中国共产党党员。中共中央党校法律专业毕业。曾任中国人民解放军第二炮兵后勤部副部长等职。2010年，任中国人民解放军第二炮兵后勤部部长。2015年12月31日，进入新成立的中国人民解放军火箭军首任领导班子，出任中国人民解放军火箭军后勤部部长。2016年5月退休。
2013年，当选第十二届全国人民代表大会解放军代表。